# Anthony Davis
Anthony Marshon Davis Jr. (* 11. März 1993 in Chicago, Illinois) ist ein US-amerikanischer Basketballspieler. Er wurde im NBA-Draft 2012 an erster Stelle von den New Orleans Hornets/Pelicans ausgewählt und gilt als einer der besten Spieler der NBA – insbesondere auf seiner Position. Seit 2025 spielt er für die Dallas Mavericks.

## High School und College
Davis galt in den Vereinigten Staaten bereits als Schüler an der Perspectives Charter High School in Chicago als herausragendes Basketballtalent. So wurde er beim Jordan Brand Classic gemeinsam mit James McAdoo als bester Spieler geehrt, darüber hinaus wurde er mehrfach als High School All-American ausgezeichnet. Er nahm auch am Nike Hoops Summit teil und steuerte 16 Punkte, 10 Rebounds und 2 Blocks zum Sieg der USA gegen eine Jugendweltauswahl bei.
Zur Saison 2011/12 schrieb er sich an der University of Kentucky ein, nachdem er zahlreiche weitere Stipendiumsangebote erhalten hatte, unter anderem von DePaul University, der Ohio State University und der Syracuse University. Auf dem College entwickelte sich Davis unter Star-Trainer John Calipari schnell zum Schlüsselspieler im Spiel der Wildcats. Gemeinsam mit seinem Mannschaftskollegen Michael Kidd-Gilchrist führte er die Mannschaft an und zog mit den Wildcats ins NCAA-Finale ein. Dort besiegte man die University of Kansas. Davis wurde für seine Leistung zum besten Spieler der Saison gewählt. Ebenso gewann er die Auszeichnung als bester Verteidiger sowie Freshman der Saison. Während seiner einzigen College-Saison für Kentucky erzielte Davis im Schnitt 14,2 Punkte, 10,4 Rebounds und 4,7 Blocks pro Spiel. Zudem stellte er den Blockrekord von Shaquille O’Neal ein. Nach dem Gewinn der NCAA Division I Basketball Championship verkündete er seinen Wechsel in die NBA. Calipari äußerte später über seinen Schützling, Davis sei ein Spieler, der nur einmal alle zehn, zwölf oder 15 Jahre vorkomme.

## NBA

### New Orleans Hornets/Pelicans
Bereits vor dem Draft 2012 galt Davis als Anwärter auf den ersten Platz in dem Auswahlverfahren der NBA. Diese Vorhersage trat ein: Er wurde von den New Orleans Hornets an erster Stelle ausgewählt. Gemeinsam mit Austin Rivers, den die Hornets an zehnter Stelle auswählten, sollte Davis den zuletzt durch den Abgang von Chris Paul geschwächten Klub nach vorne bringen.

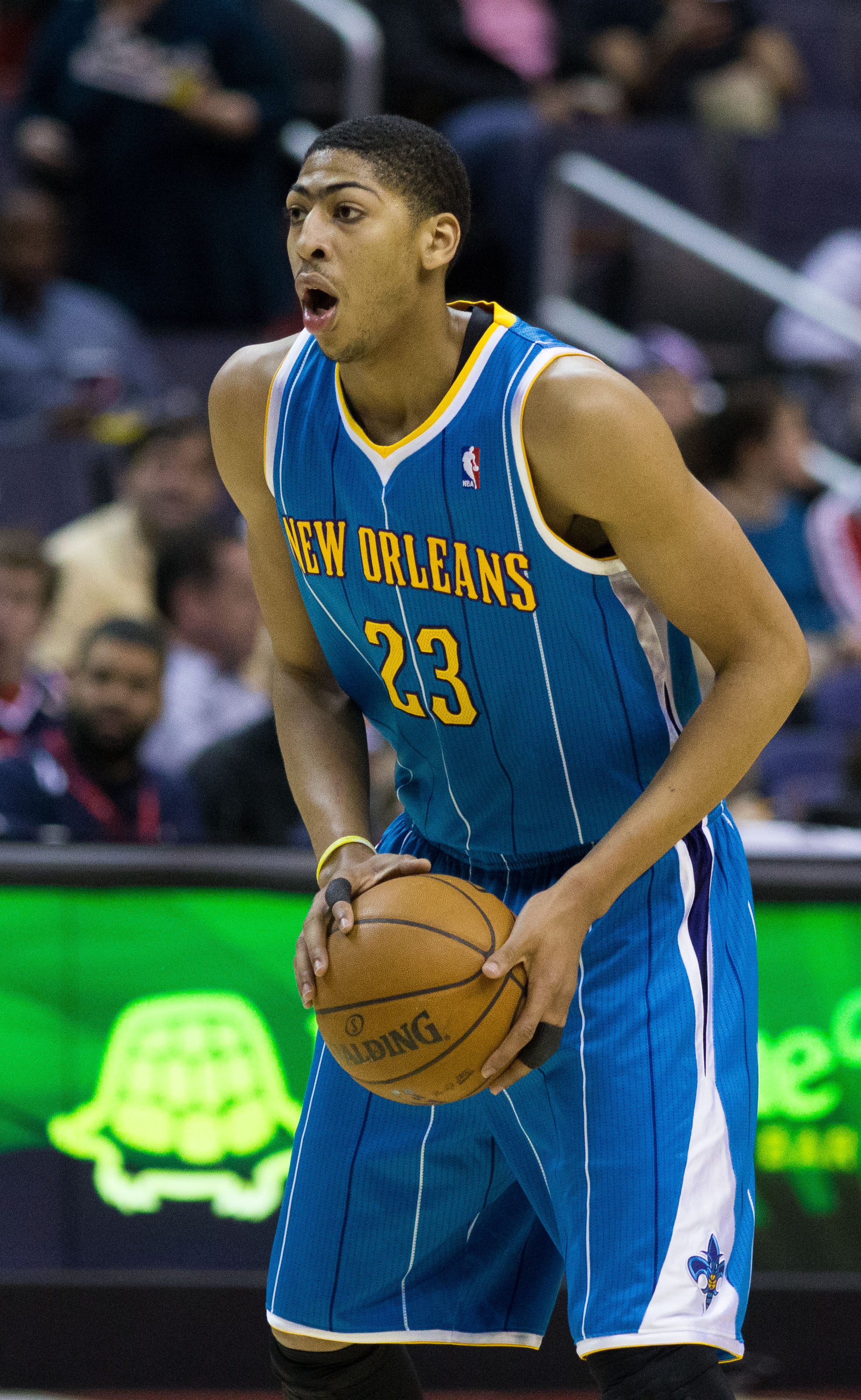
Davis in seiner Rookie-Saison

Beim Sieg gegen die Charlotte Bobcats am 10. November 2012 gelangen Davis 23 Punkte, 11 Rebounds und 5 Blocks. Damit wurde er der erste Spieler, dem vor seinem 20. Geburtstag mindestens 20 Punkte, 10 Rebounds und 5 Blocks in einem Spiel gelangen (Blocks werden seit 1973 als offizielle Statistik geführt). Bereits in seiner Debütsaison war er Stammspieler mit mehr als 28 Minuten Spielzeit pro Partie und 60 Einsätzen in der Anfangsaufstellung (Starting Five).
Mannschaftlich verlief die Saison 2012/13 wenig erfolgreich, die Hornets verfehlten als vorletzte Mannschaft der Western Conference deutlich die Play-offs. Davis wurde 2014 erstmals, als Ersatz für den verletzten Kobe Bryant, zum NBA All-Star Game eingeladen. Am 16. März 2014 erzielte Davis beim Sieg der Pelicans über die Boston Celtics 40 Punkte und 21 Rebounds. Beide Werte waren jeweils Karrierebestleistungen. Davis war mit 21 Jahren und 5 Tagen der jüngste Spieler seit Shaquille O’Neal (1993) und der viertjüngste der NBA-Geschichte, dem ein 40/20-Spiel gelang. Am Ende der Saison führte Davis die NBA in abgewehrten Würfen mit 2,8 pro Spiel an. Bei der Wahl zum meistverbesserten Spieler der Saison landete er auf dem dritten Platz.
Im Jahre 2015 wurde Davis zum ersten Mal in die Startaufstellung des NBA All-Star Games berufen. Insgesamt war es seine zweite Nominierung. Davis konnte jedoch aufgrund einer Verletzung nicht am Spiel teilnehmen. Mit den Pelicans erreichte er 2015 erstmals in seiner Karriere die Playoffs, wo man sieglos gegen die Golden State Warriors ausschied. Davis erzielte in vier Spielen durchschnittlich 31,5 Punkte und 11,0 Rebounds. Für seine Saisonleistung wurde er sowohl ins All-NBA First Team wie auch in das NBA All-Defensive Second Team berufen. Zudem führte er die Liga zum zweiten Mal in Folge in Blocks pro Begegnung an. Im Sommer 2015 verlängerte er seinen Vertrag vorzeitig um fünf weitere Jahre für 145 Millionen US-Dollar. Der Vertrag war bis zum Sommer 2016 der höchstdotierte Vertrag der NBA-Geschichte.

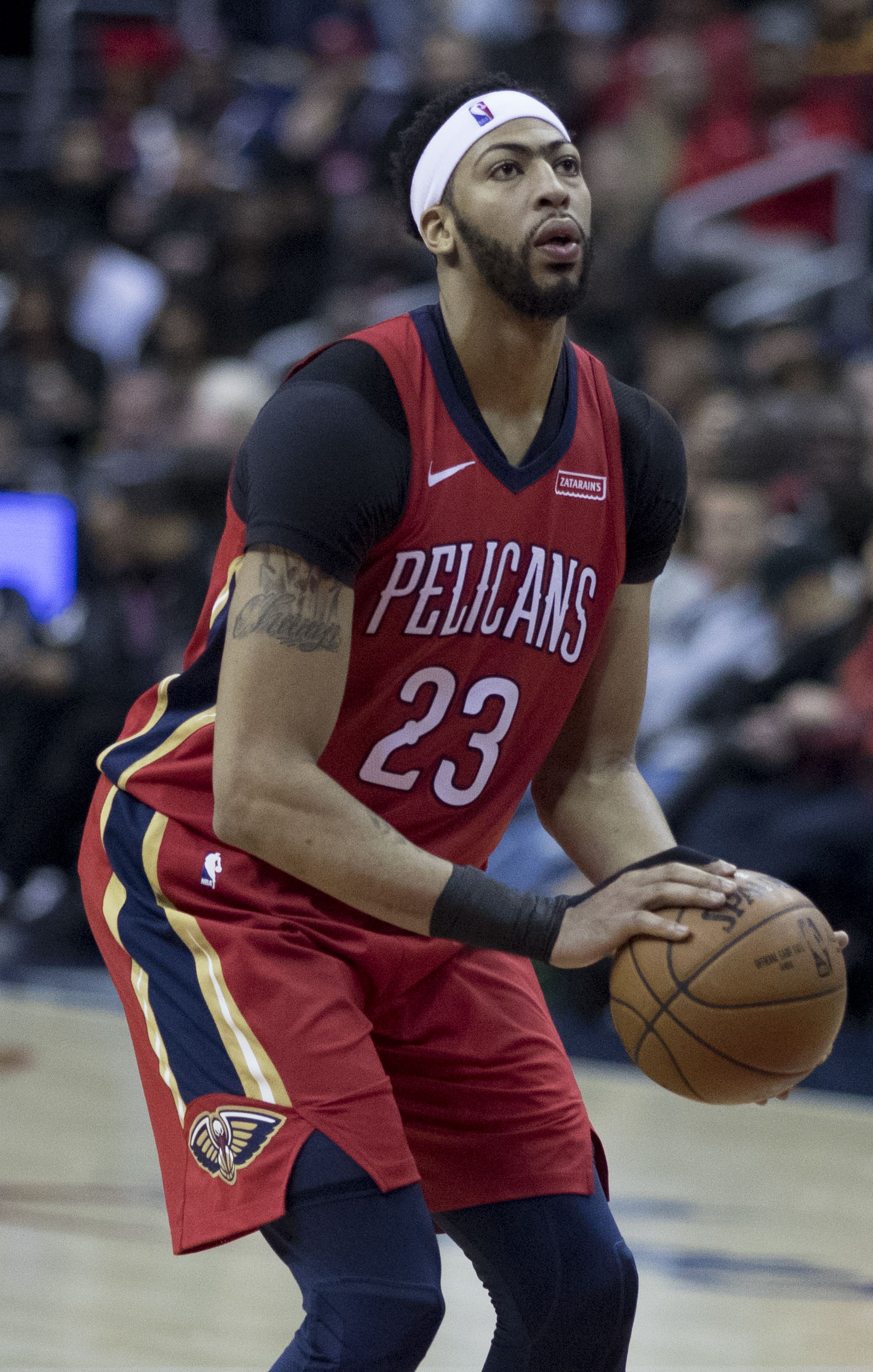
Davis mit den New Orleans Pelicans (2017)

2016 wurde Davis erneut ins All-Star Game berufen, diesmal allerdings nur als Reservist. Im Spiel gegen die Detroit Pistons am 21. Februar 2016 erreichte er 59 Punkte und 20 Rebounds. Damit erreichte er einen neuen Pelicans-Punkterekord und wurde somit erst der dritte Spieler seit 1983 (neben Chris Webber und Shaquille O’Neal), dem ein 50-Punkte-20-Rebounds-Spiel gelang.
Im ersten Spiel der Pelicans in der Saison 2016/17 erreichte Davis 50 Punkte, 16 Rebounds, 5 Assists, 7 Steals und 4 Blocks. Dennoch unterlag seine Mannschaft gegen die Denver Nuggets. Trotz der namhaften Verpflichtung von DeMarcus Cousins während der Saison und Davis Karrierebestwerten in Punkten und Rebounds verpassten die Pelicans erneut die Playoffs. In der Hauptrunde des Spieljahres 2018/19 gelang es Davis erst zum zweiten Mal in seiner NBA-Laufbahn nicht, seine Punktausbeute im Vergleich zur Vorsaison zu steigern. Er kam auf einen Mittelwert von 25,9 Punkten pro Begegnung, 2017/18 waren es 28,1 gewesen. Aufgrund von Verletzungen bestritt er in der Saison 2018/19 allerdings auch nur 56 Spiele, so wenige wie noch nie in einer Hauptrunde seit seinem Wechsel in die NBA.

### Los Angeles Lakers
Im Sommer 2019 wechselte Davis in einem Transfer für drei Lakersspieler und Draftpicks zu den Los Angeles Lakers. Der Wechsel kam im Rahmen eines Tauschgeschäfts zustande, an dem neben den Lakers und New Orleans auch die Washington Wizards beteiligt waren. Letztere Mannschaft erhielt unter anderem die beiden zuvor in Los Angeles spielenden Deutschen Moritz Wagner und Isaac Bonga. Bei den Lakers wurde Davis Mannschaftskollege von LeBron James. Mit ihm konnte er sich in den NBA Finals 2020 gegen die Miami Heat durchsetzen und seine erste NBA-Meisterschaft feiern. In der Saison 2022–23 erreichte er mit seiner Mannschaft die Western Conference Finals. In der Saison 2023–24 blieb Davis von größeren Verletzungsausfällen verschont, erreichte mit den Lakers die erste Runde der Playoffs und verlor dort gegen die Denver Nuggets. Anfang 2025 wurde Davis im Zuge eines Trades um Luka Dončić an die Dallas Mavericks abgegeben.

### Dallas Mavericks
Davis verletzte sich direkt im ersten Spiel am 8. Februar 2025 für seinen neuen Verein, fiel wochenlang aus und wurde nach seiner Genesung zunächst im Nachwuchsteam Texas Legends eingesetzt, um Spielpraxis zu sammeln. Erst am 24. März 2025 kehrte er wieder in die reguläre Mannschaft zurück und lieferte zunächst durchwachsene Leistungen ab, bis er am 2. April 2025 beim 120:118-Sieg gegen die Atlanta Hawks mit 34 Punkten zum Matchwinner wurde.

## Nationalmannschaft
Aufgrund seiner überragenden Leistung wurde Davis als einziger Collegespieler in den erweiterten Nationalkader der US-amerikanischen Auswahl für die Olympischen Spiele in London berufen. Zunächst für die endgültige Auswahl nicht berücksichtigt, wurde er aufgrund einer Verletzung von Blake Griffin während der Vorbereitung auf die Spiele nachnominiert. Bei den Olympischen Spielen 2012 in London gewann Davis mit der US-Auswahl die Goldmedaille. Im September 2014 wurde Davis mit den USA Basketball-Weltmeister in Spanien.
Bei den Olympischen Spielen 2024 in Paris trat Davis erneut für die Nationalmannschaft an und gewann die Goldmedaille.

## Persönliches
Davis’ Markenzeichen sind seine zusammengewachsenen Augenbrauen. Aufgrund dieses Merkmals entstanden die Schlachtrufe „Fear the Brow“ (Fürchte die Braue) beziehungsweise „Raise the Brow“ (Hebe die Braue). 2012 ließ er sich beide Sprüche urheberrechtlich schützen.
Davis war 2013 in einer Beziehung mit der Basketballspielerin und Social-Media-Influencerin Dylan Gonzalez. 2021 heiratete er Marlen Polanco. Sie haben zusammen drei Kinder.

## Auszeichnungen und Erfolge
- 1 × NBA-Champion: 2020
- 9 × NBA All-Star: 2014–2021, 2024, 2025 verletzungsbedingt abgesagt
  - All-Star Game MVP 2017
- 4 × All-NBA First Team: 2015, 2017, 2018, 2020
- 3 × NBA All-Defensive First Team: 2018, 2019, 2020
  - 2 × NBA All-Defensive Second Team: 2015, 2017
- NBA All-Rookie First Team: 2013
- 3 × Bester Shotblocker der Liga: 2014, 2015, 2018
- Basketball-Weltmeister 2014
- Olympiasieger bei den Olympischen Sommerspielen 2012
- Olympiasieger bei den Olympischen Sommerspielen 2024
- Meister der NCAA 2012
- West Conference Champion 2020
- NBA 75th Anniversary Team
- 1× NBA In-Season Tournament Champion: 2023

## NBA-Statistiken

### Reguläre Saison
| Saison   | Team        | GP  | GS  | MPG  | FG % | 3P % | FT % | RPG  | APG | SPG | BPG | PPG  |
| -------- | ----------- | --- | --- | ---- | ---- | ---- | ---- | ---- | --- | --- | --- | ---- |
| 2012–13  | New Orleans | 64  | 60  | 28.8 | .516 | .000 | .751 | 8.2  | 1.0 | 1.2 | 1.8 | 13.5 |
| 2013–14  | New Orleans | 67  | 66  | 35.2 | .519 | .222 | .791 | 10.0 | 1.6 | 1.3 | 2.8 | 20.8 |
| 2014–15  | New Orleans | 68  | 68  | 36.1 | .535 | .083 | .805 | 10.2 | 2.2 | 1.5 | 2.9 | 24.4 |
| 2015–16  | New Orleans | 61  | 61  | 35.5 | .493 | .324 | .758 | 10.3 | 1.9 | 1.3 | 2.0 | 24.3 |
| 2016–17  | New Orleans | 75  | 75  | 36.1 | .505 | .299 | .802 | 11.8 | 2.1 | 1.3 | 2.2 | 28.0 |
| 2017–18  | New Orleans | 75  | 75  | 36.4 | .534 | .340 | .828 | 11.1 | 2.3 | 1.5 | 2.6 | 28.1 |
| 2018–19  | New Orleans | 56  | 56  | 33.0 | .517 | .331 | .794 | 12.0 | 3.9 | 1.6 | 2.4 | 25.9 |
| 2019–20  | Los Angeles | 62  | 62  | 34.4 | .503 | .330 | .846 | 9.3  | 3.2 | 1.5 | 2.3 | 26.1 |
| 2020–21  | Los Angeles | 36  | 36  | 32.3 | .491 | .260 | .738 | 7.9  | 3.1 | 1.3 | 1.6 | 21.8 |
| 2021–22  | Los Angeles | 40  | 40  | 35.1 | .532 | .186 | .713 | 9.9  | 3.1 | 1.2 | 2.3 | 23.2 |
| 2022–23  | Los Angeles | 56  | 54  | 34.0 | .563 | .257 | .784 | 12.5 | 2.6 | 1.1 | 2.0 | 25.9 |
| 2023–24  | Los Angeles | 76  | 76  | 35.5 | .556 | .271 | .816 | 12.6 | 3.5 | 1.2 | 2.3 | 24.7 |
| Gesamt   | Gesamt      | 736 | 729 | 34.5 | .523 | .297 | .795 | 10.6 | 2.5 | 1.3 | 2.3 | 24.1 |
| All-Star | All-Star    | 7   | 3   | 17.3 | .700 | .143 | .500 | 5.3  | 1.4 | 1.1 | 0.6 | 18.4 |

### Play-offs
| Saison  | Team        | GP | GS | MPG  | FG % | 3P % | FT % | RPG  | APG | SPG | BPG | PPG  |
| ------- | ----------- | -- | -- | ---- | ---- | ---- | ---- | ---- | --- | --- | --- | ---- |
| 2014–15 | New Orleans | 4  | 4  | 43.0 | .540 | .000 | .889 | 11.0 | 2.0 | 1.3 | 3.0 | 31.5 |
| 2017–18 | New Orleans | 9  | 9  | 39.8 | .520 | .273 | .828 | 13.4 | 1.7 | 2.0 | 2.4 | 30.1 |
| 2019–20 | Los Angeles | 21 | 21 | 36.6 | .571 | .383 | .832 | 9.7  | 3.5 | 1.2 | 1.4 | 27.7 |
| 2020–21 | Los Angeles | 5  | 5  | 28.8 | .403 | .182 | .833 | 6.6  | 2.6 | 0.6 | 1.6 | 17.4 |
| 2022–23 | Los Angeles | 16 | 16 | 38.0 | .520 | .333 | .852 | 14.1 | 2.6 | 1.4 | 3.1 | 22.6 |
| 2023–24 | Los Angeles | 5  | 5  | 41.6 | .634 | .000 | .808 | 15.6 | 4.0 | 0.4 | 1.6 | 27.8 |
| Gesamt  | Gesamt      | 60 | 60 | 37.7 | .542 | .313 | .840 | 11.8 | 2.8 | 1.3 | 2.2 | 26.1 |